# Anton Wilhelm von L’Estocq
Anton Wilhelm von L’Estocq (Celle, 1738. augusztus 16. – Berlin, 1815. január 5.) porosz lovassági tábornok, aki elsősorban az eylaui csata porosz parancsnokaként vált ismertté.

## Életrajz
Anton Vilhelm von L’Estocq az alsó-szászországi Cellében született, egy hugenotta porosz tiszt fiaként. 1757-ben kezdte pályafutását Gensd’armes regimentnél Berlinben. A hétéves háború idején részt vett a  zorndorfi, a kunersdorfi és a torgaui csatákban. A Langensalzai csata után (1761) kapta meg a Pour le Mérite érdemrendet.
1768-ban főhadnagyként szolgált Hans Joachim von Zieten tábornok huszár regimentjében. Kezdetben Zieten adjutánsaként szolgált, majd fokozatosan előrelépett a ranglétrán: lovas kapitány, őrnagy, alezredes, majd ezredes lett. 1790-ben II. Frigyes Vilmos porosz király kinevezte a második huszár regiment tábornokává.
A francia forradalom elleni első koalíciós háború idején a Kaiserslauterni, a morsbrunni és a  trippstadti csatákban vett részt. 1794-ben a 2. huszárezred parancsnokaként Vesztfáliában állomásozott a francia határon 1795-ig, a baseli békeszerződésig.

## A napóleoni háborúk idején
Vezérőrnagyként Új Kelet-Poroszországban állomásozott 1803-ban, a 9. huszárezred minden ott állomásozó csapata parancsnokaként. 1805-ben előléptették altábornaggyá.
A negyedik koalíció háborúinak idején L’Estocq tábornok és a vezérkari főnöke, Gerhard von Scharnhorst tábornok, 15 000 főnyi sereg fölött parancsnokoltak Thorn-ban 1806 decemberében és Freystadtban 1807 januárjában. Ney marsalltól zaklatva, L’Estocq tábornok elvonult seregével 1807. február 2. és február 8. között a havas és erdős Kelet-Poroszországba, a leírások szerint az ellenség erőinek mintaszerű megkerülésével.
Eylaunál 1807. február 7. és február 8. között Bennigsen orosz tábornok haderejét Davout francia marsall erős nyomás alatt tartotta. Az utolsó bevethető porosz egység parancsnokaként L’Estocq tábornok rendelkezésére csak nyolc zászlóalj, 28 lovasszázad, két lovastüzérség (körülbelül 7000–9000 ember) állt, katonáinak többi része ismét Ney ellen védekezett. Amikor ez a kis porosz kontingens megérkezett Eylauba, Bennigsen szét akarta darabolni, mert ezzel akarta megerősíteni a meggyengült orosz erőket. Scharnhorst mégis azt tanácsolta L’Estocq-nak, hogy állítsa fel a lovasságot az orosz vonalak körül, Davout marsall meggyengült erőinél, a váratlan támadás a franciákat összezavarta. A csata után  L’Estocq serege  visszavonult Friedlandba, hogy fenntartsa a koalíciós kapcsolatot Oroszországgal.

## Kitüntetései
A csatában betöltött szerepéért L’Estocq megkapta a Fekete Sas-rendet (németül: Hoher Orden vom Schwarzen Adler), a legmagasabb porosz Becsületrendet, Scharhorst pedig a Pour le Mérite-et. Bár a porosz hadsereget felmorzsolták a jénai és auerstädti csatákban, L’Estocq hadserege visszaszerezte a demoralizálódott porosz sereg önbecsülését.
A koalíciós hadaknak a friedlandi csatában elszenvedett veresége és a „megalázó” tilsiti békeszerződés után L’Estocq részt vett a vereség okait kutató bizottságban. Az ő munkájának köszönhetően lett Scharnhorst a porosz hadsereg vezérkari főnöke 1807-ben.
1808. november 12-én Berlin, majd 1814-ben Breslau kormányzója lett. 1815. január 5-én halt meg Berlinben, három nap múlva temették el a városi ezred templomának temetőjében.

## Fordítás
- Ez a szócikk részben vagy egészben  az   Anton Wilhelm von L'Estocq című angol Wikipédia-szócikk fordításán alapul.  Az eredeti cikk szerkesztőit annak laptörténete sorolja fel. Ez a jelzés csupán a megfogalmazás eredetét és a szerzői jogokat jelzi, nem szolgál a cikkben szereplő információk forrásmegjelöléseként.